# Susan Rothenberg
Susan Rothenberg (Buffalo (New York), 29 januari 1945 – Galisteo (New Mexico), 18 mei 2020) was een Amerikaanse kunstschilderes, grafica en tekenares. Ze wordt gerekend tot het neo-expressionisme.

## Levensloop
Ze werd geboren in Buffalo (New York), in 1945. Ze woonde lang in de woestijn van New Mexico, samen met haar man, de Amerikaanse kunstenaar Bruce Nauman. Ze studeerde aan de Cornell-universiteit en hield haar eerste solo tentoonstelling in 1975, in New York. Ze is het meest bekend door haar grote, krachtige schilderijen van gestileerde paarden.
Susan Rothenberg overleed in 2020 op 75-jarige leeftijd.

## Stijl
Sinds het midden van de jaren 1970 werd Rothenberg gezien als een van de meest innovatieve hedendaagse kunstenaars. Ze schilderde vaak monumentale doeken, in het begin van haar carrière in acryl, later olieverf op doek, vaak met een heel beperkt kleurenpalet – typisch enkel wit en zwart en een aardekleur, rood of blauw. De werken hebben een energieke uitstraling door de gebruikte techniek.
Na haar eerste schilderijen van paarden en gestileerde delen van paarden heeft Susan Rothenberg tal van andere onderwerpen geschilderd. Ze maakte meestal grote reeksen schilderijen, tekeningen en grafiek over hetzelfde onderwerp, met steeds weerkerende vormen die hoe langer hoe meer geabstraheerd worden. Rothenberg maakte reeksen van dansende figuren, hoofden en lichamen, dieren en sfeervolle landschappen.
In haar werken zocht ze de grens op tussen figuratie en abstractie. Ze vertrok ofwel van eenvoudige vormen (ze zei dat ze begon met paarden te schilderen omdat dat de enige vormen waren die ze kon tekenen) die ze steeds vervormde, ofwel van tamelijk herkenbare figuren (een tekening van haar dansende dochter, haar honden of een buurvrouw) die ze abstraheerde. Ook onderzocht Rothenberg de rol van kleur en licht, en de verwerking van haar persoonlijke ervaring tot een kunstwerk.

## Galerij
Susan Rothenberg werd vertegenwoordigd door Sperone Westwater, New York.

## Tentoonstellingen

### In de VS
Rothenberg heeft vele solo-tentoonstellingen gehad in de Verenigde Staten en daarbuiten.
- 1983-1985 eerste grote overzichtstentoonstelling, georganiseerd door de Los Angeles County Museum of Art. Daarna in San Francisco Museum of Modern Art, Carnegie Museum of art, en Tate Gallery, Londen.
- 1992-1994 overzichtstentoonstelling, Albright-Knox Art Gallery, Buffalo (New York). Daarna Washington D.C., Saint-Louis (Missouri), Chicago en Seattle.
- 1998-1999 overzichtstentoonstelling van grafiek en tekeningen, Herbert F. Johnson Museum of Art van de Cornell University (waar ze studeerde). Daarna in The Contemporary Museum, Honolulu en in New Mexico Museum of Fine Arts in Santa Fe.

### In Europa
- 1981-1982: Susan Rothenberg, Kunsthalle Basel in Zwitserland, in Frankfurt am Main en in Denemarken[3][4]
- 1982: Susan Rothenberg: recente schilderijen, Stedelijk Museum, Amsterdam (samengesteld door Alexander van Grevenstein)
- 1985: Susan Rothenberg, Tate Gallery, Londen
- 1990: Susan Rothenberg, Rooseum Centrum voor Hedendaagse Kunst, Malmö, Zweden
- 1992: deelname Documenta, Kassel, Duitsland
- 2003: Susan Rothenberg, Waddington Galleries, Londen
- 2008: Susan Rothenberg, Bernier/Eliades, Athene, Griekenland